# David Martí
David Martí (* 1971 in Barcelona) ist ein spanischer Maskenbildner und Spezialeffektkünstler.

## Leben
Martí begann seine Karriere im Filmstab 1991 beim katalanischen Fernsehen, diese nahm jedoch erst 2001 an Fahrt auf. In diesem Jahr arbeitete er erstmals mit  Guillermo del Toro zusammen, woraus eine langjährige Zusammenarbeit entstand. Bis 2016 wirkte Martí bei zahlreichen von del Toro inszenierten oder produzierten Filmen mit, darunter The Devil’s Backbone, Das Waisenhaus, Hellboy – Die goldene Armee und Crimson Peak. 2007 wurde er für del Toros Fantasyfilm Pans Labyrinth zusammen mit Montse Ribé mit dem Oscar in der Kategorie Bestes Make-up und beste Frisuren ausgezeichnet; zudem gewann er den BAFTA Film Award in der Kategorie Beste visuelle Effekte.

## Filmografie (Auswahl)
- 2001: The Devil’s Backbone
- 2001: Lucía und der Sex (Lucía y el sexo)
- 2004: Das Meer in mir (Mar Adentro)
- 2005: Doom – Der Film (Doom)
- 2006: Pans Labyrinth (El laberinto del fauno)
- 2007: Das Waisenhaus (El orfanato)
- 2008: Hellboy – Die goldene Armee (Hellboy II: The Golden Army)
- 2009: Agora – Die Säulen des Himmels (Agora)
- 2009: Zelle 211 – Der Knastaufstand (Celda 211)
- 2010: Gainsbourg – Der Mann, der die Frauen liebte (Gainsbourg (Vie héroïque))
- 2011: Die Haut, in der ich wohne (La piel que habito)
- 2012: The Impossible (Lo imposible)
- 2015: Crimson Peak
- 2016: Sieben Minuten nach Mitternacht (A Monster Calls)
- 2019: Leid und Herrlichkeit (Dolor y gloria)

## Auszeichnungen (Auswahl)
- 2007: Oscar in der Kategorie Bestes Make-up und beste Frisuren für Pans Labyrinth
- 2007: BAFTA Film Award in der Kategorie Beste visuelle Effekte für Pans Labyrinth